# Lagrida
Lagrida is een kevergeslacht uit de familie van de boktorren (Cerambycidae). De wetenschappelijke naam van het geslacht werd voor het eerst geldig gepubliceerd in 1894 door Jordan.

## Soorten
Lagrida omvat de volgende soorten:
- Lagrida aenea Hintz, 1919
- Lagrida nitida Breuning, 1938
- Lagrida rufa Jordan, 1894
- Lagrida similis Breuning, 1938